# John B. McKay

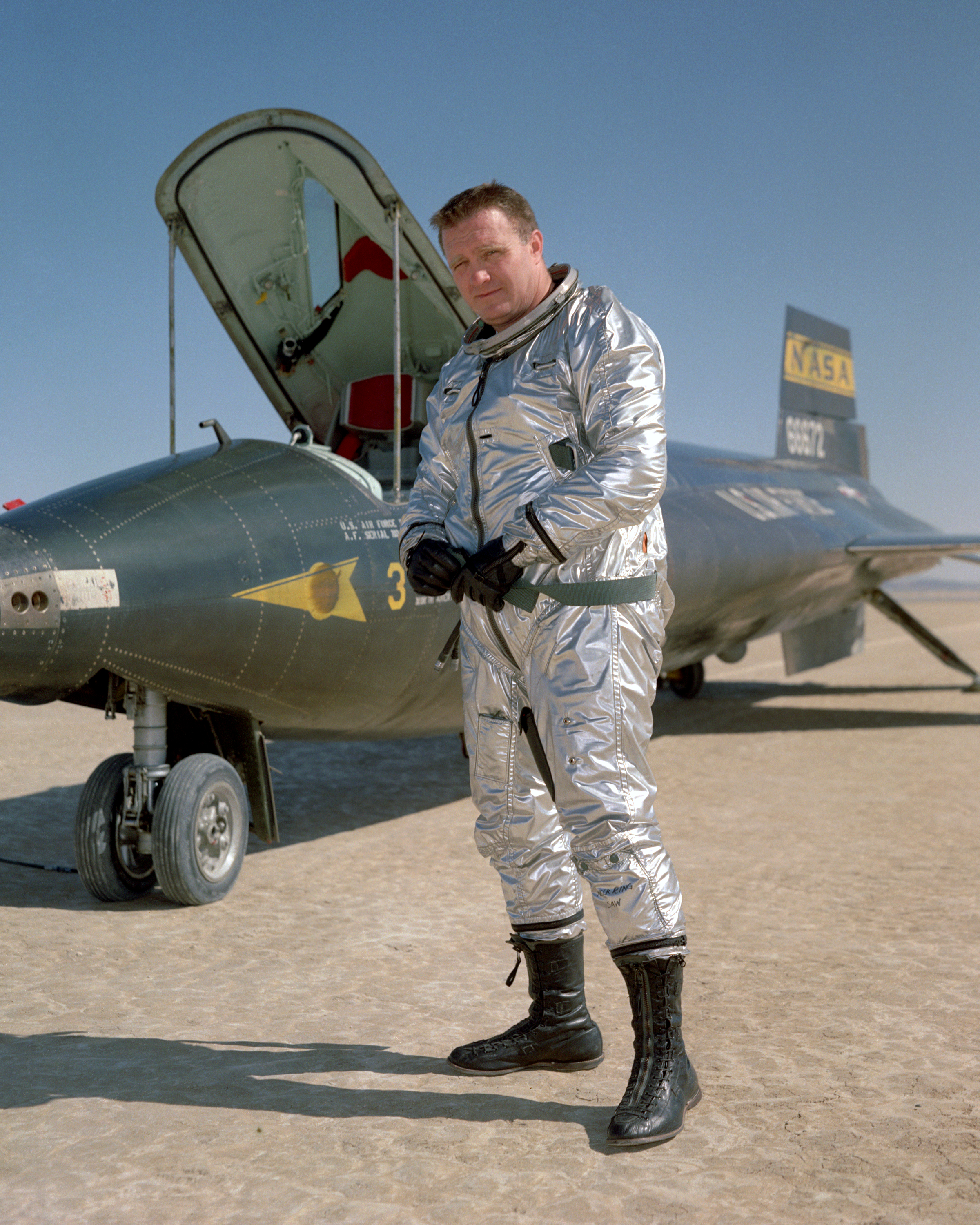
John B. McKay, 1964 vor einer X-15

John Barron McKay (* 8. Dezember 1922 in Portsmouth, Virginia; † 27. April 1975 in Lancaster, Kalifornien) war ein US-amerikanischer Testpilot.

## Karriere
Während des Zweiten Weltkriegs diente er im Pazifik als Pilot bei der US-Navy. 1950 schloss er sein Studium am Virginia Polytechnic Institute mit dem Bachelor of Science in Luftfahrttechnik ab.

### NACA
Ab Februar 1951 war er für die NACA tätig und flog dort Experimentalflugzeuge wie die Douglas Skystreak, Douglas Skyrocket, X-lB und die X-lE.

### NASA
John B. McKay war einer der ersten Piloten, die zum X-15-Programm am Flight Research Center, Edwards Air Force Base der NASA in Kalifornien, abgestellt wurden. Als ziviler Testpilot und Luftfahrtingenieur absolvierte er zwischen dem 28. Oktober 1960 und dem 5. September 1966 insgesamt 30 Flüge auf der X-15.

## Familie
John McKay war verheiratet und hinterließ acht Kinder.

## Auszeichnungen
Für seinen Einsatz im Zweiten Weltkrieg wurde er mit der Air Medal ausgezeichnet und bekam die Presidential Unit Citation. 1996 wurde er in den Aerospace Walk of Honor aufgenommen. Seine Astronautenschwingen erhielt er wie die zwei anderen zivilen Piloten erst am 24. August 2005 posthum.
Der Asteroid (8026) Johnmckay wurde nach ihm benannt.